# Lussagnet-Lusson
Lussagnet-Lusson är en kommun i departementet Pyrénées-Atlantiques i regionen Nouvelle-Aquitaine i sydvästra Frankrike. Kommunen ligger i kantonen Lembeye som tillhör arrondissementet Pau. År 2022 hade Lussagnet-Lusson 184 invånare.

## Befolkningsutveckling
Antalet invånare i kommunen Lussagnet-Lusson
| Referens: INSEE |